# Dialeto khmer setentrional
Khmer Setentrional, também chamado Surin Khmer (em quemer:  ខ្មែរសុរិន្ទ - Khmer Soren), é o dialeto da língua khmer falada por aproximadamente 1,4 milhões de Khmers nativos das províncias de Surin (província), Si as ket, Buri Ram e Roi Et da Tailândia, bem como aqueles que migraram desta região para o Camboja.
O Khmer Setentrional difere da língua Khmer padrão, que é baseada em um dialeto do Khmer Central, no número e variedade de fonemas vogais, distribuição consonantal, léxico, gramática e, mais notavelmente, pronúncia de sílaba-final { {IPA | / r /}}, dando ao Khmer Setentrional um sotaque distinto facilmentemente reconhecível pelos falantes de outros dialetos. Alguns falantes desse Khmer do Norte podem entender outras variedades de Khmer, mas os falantes de Khmer padrão que não foram expostos ao Khmer Norte frequentemente têm dificuldade em entende-lo no começo. As duas variedades são 80-85% cognatas em uma lista básica de 270 palavras. Estes fatos levaram alguns linguistas a defender o Khmer Stentrional como um idioma separado, mas estreitamente relacionado.

## Demografia
| Província        | Khmer % in 1990 | Khmer % in 2000 |
| Buriram          | 0.3%(!)         | 27.6%           |
| Chanthabur]      | 0.6%            | 1.6%            |
| Maha Sarakham    | 0.2%            | 0.3%            |
| Roi Et           | 0.4%            | 0.5%            |
| Sa Kaew          | N/A             | 1.9%            |
| isaket           | 30.2%           | 26.2%           |
| Surin            | 63.4%           | 47.2%           |
| Trat             | 0.4%            | 2.1%            |
| Ubon Ratchathani | 0.8%            | 0.3%            |
| ---------------- | --------------- | --------------- |

## História

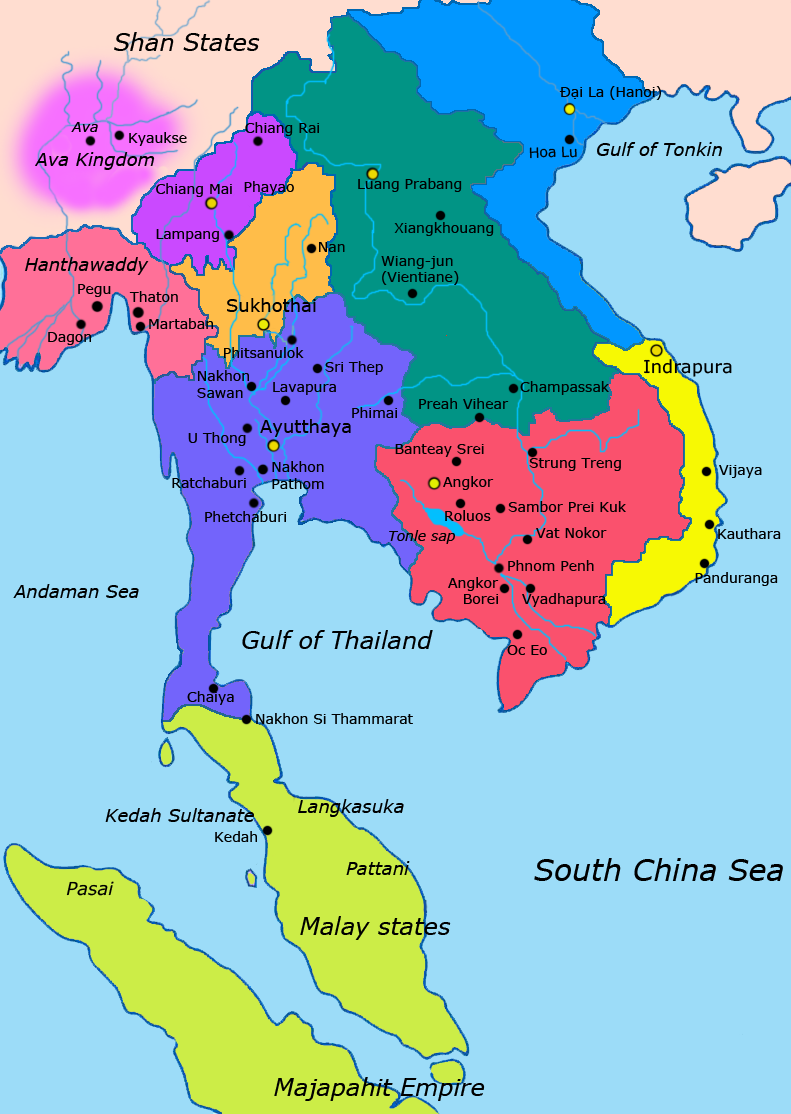
Mandalas (Sudoeste Asiático); 1400 a.C
Cerceta: Lan Xang
Roxo: Lanna
Laranja: Reino de Sukhothai
Violeta Azul: Reino de Ayutthaya
Vermelho: Império Khmer
Amarelo: Champa
Azul: Dai Viet

Após a queda do Império Khmer no início do século XV, as montanhas de Dongrek serviram como uma fronteira natural, deixando o Khmer norte das montanhas cada vez mais sob a esfera de influência de Lan Xang. As conquistas do Camboja por  Naresuan, o Grande por Ayutthaya promoveram o isolamento político e econômico do próprio Camboja, levando a um dialeto que se desenvolveu relativamente independente do ponto médio do Khmer Médio] período.
Posteriormente, a área de Isan foi reivindicada pelo Lao Reino de Champasak em 1718 e em 1893, a região tornou-se parte do Sião (Tailândia) como resultado da Guerra Franco-Siamesa. Durante esse período, o povo do Norte do Khmer dividiu as montanhas montanhosas rurais com o Laos, a Tailândia e vários grupos de Mon-Khmer como a língua kuy, levando a um alto grau de multilinguismo.. Essas influências variadas e complexa história resultaram em um sotaque distinto, com características das línguas tonais circunvizinhas, diferenças léxicas por empréstimo de Lao, Kuy e Tailandês, e diferenças fonêmicas em ambas as vogais e distribuição de consoantes.

## Fonologia
O Khmer do Norte tem a típica estrutura de consoantes e sílabas de Mon-Khmer, embora não haja fonação fonêmica. As principais divergências da fonologia do Khmer Central estão nas realizações de algumas consoantes finais de sílabas e no inventário de vogais. O Khmer Norte também está perdendo o padrão sesquissilábico das suas línguas irmãs. Muitas das dissílabas perderam tudo menos a primeira consoante da pré-sílaba], criando um grande número de grupos consonantais. Em muitos dialetos desse Khmer Setentrional, no entanto, inserir uma sílaba genérica,  / -rɔ- /, após uma consoante inicial ainda é opcional, retornando algumas palavras à sua estrutura sesquissilábica original.

### Consoantes
O inventário consonantal do Khmer Norte é idêntico ao do Khmer Central. É apresentado abaixo conforme relatado por Thomas.
|                | Labial | Dental/Alveolar | Palatal | Velar | Glotal |
| -------------- | ------ | --------------- | ------- | ----- | ------ |
| Plosiva        | p, pʰ  | t, tʰ           | c, cʰ   | k, kʰ | ʔ      |
| Implosiva      | ɓ      | ɗ               |         |       |        |
| Nasal oclusiva | m      | n               | ɲ       | ŋ     |        |
| Líquida        |        | r l             |         |       |        |
| Fricativa      |        | s               |         |       | h      |
| Aproximante    | ʋ      |                 | j       |       |        |

As consoantes iniciais da sílaba são pronunciadas como no Khmer Central. Ao aparecer n final de sílaba, no entanto, os  / k /,  / ʔ / e  / ŋ / que seriam como no Khmer Central são frequentemente realizados como  / c /,  / k / e  / ɲ /, respectivamente, em Khmer Norte. Além disso, como mencionado acima, o final da sílaba  / r / que se tornou silencioso em todos os outros dialetos é marcadamente pronunciado.
| Escrita Khmer | Português | Khmer Central (IPA) | Khmer Norte (IPA) |
| ------------- | --------- | ------------------- | ----------------- |
| ពាក្យ           | palavra   | /piəʔ/              | /piək/            |
| ភ្នែក           | olho      | /pnɛːk/             | /pnɛːc/           |
| ដឺង            | saber     | /dəŋ /              | /deɲ/             |
| ខ្មែរ           | Khmer     | /khmae/             | /khmɛːr/          |

### Vogais
A maior distinção entre o Khmer Norte da Tailândia e o Khmer Central do Camboja está no inventário de fonemas vocálicos. William A. Smalley descreveu 14 vogais puras que ocorrem longas e curtas.
|               | Anterior | Central         | Posterior   | Posterior |
|               |          | não arredondada | arredondada |           |
| ------------- | -------- | --------------- | ----------- | --------- |
| Fechada       | /i/      | /ɨ/             |             | /u/       |
| Quase fechada | /ɪ/      |                 | /ʊ/         |           |
| Meio fechada  | /e/      | /ə/             | /ɤ/         | /o/       |
| Meio aberta   | /ɛ/      |                 | /ʌ/         | /ɔ/       |
| Aberta        |          | /a/             | /ɑ/         |           |

Smalley também descreveu três "vogais com semivogais" que ele tratou como monotomgos, ou seja,  / iə /,  / ɨə / e  / uə /, para um total de 17 fonemas de vogais. Todas as 17 vogais podem ocorrer em sílabas fechadas e todas, exceto  ɨə, foram encontradas em sílabas abertas. Com 14 posições vocálicas básicas e tendo mais vogais posteriores do que frontais, o Khmer do Norte é atípico. Em contraste, o padrão Khmer Central tem apenas 9 ou 10 posições de vogais básicas, dependendo da análise.

## Escrita
O Khmer Norte é, em sua maior parte, uma língua falada, pois a maioria dos falantes não sabe ler ou escrever sua língua nativa, devido às políticas de “Thaification” aprovadas ou apoiadas pelo governo tailandês. No entanto, o recente interesse e entusiasmo renovados pela língua e cultura Khmer resultaram em um aumento de duas vezes no uso do Khmer Norte desde 1958 e na consequente necessidade de um método formalizado de redação do idioma.  Uma vez que a língua tailandesa é o meio de educação pública e, até o século XXI, a mídia, o Khmer é ensinado em casa ou por monges nos templos Khmer locais, muitas vezes apoiados por Khmers no Camboja ou nações ocidentais.
Na Tailândia, o Khmer Setentrional é escrito com a escrita tailandesa. Como muito mais sons ocorrem nesse Khmer Norte, seria impossível escrever de acordo com as regras da ortografia tailandesa, algumas inovações são necessárias, como o uso do inicial / h / em tailandês e  no final das palavras para representar sílaba-final / h / e ญ (inicial  / j /, final  / n / (do tailandês) para representar o som nasal palatal do Khmer Norte / ɲ /. Diacríticos especiais também são usados às vezes com as vogais porque o Khmer do Norte tem mais posições de vogal que o tailandês.
No Camboja, o Khmer do Norte é escrito na escrita Khmer, pois as palavras são escritas no padrão Khmer, independentemente da pronúncia do Khmer do Norte. Isso é visto com mais frequência no contexto de kantrum música karaoke DVDs que são cada vez mais populares no Camboja e com os cambojanos no exterior.
| Pronúncia | Diacrítico Tai                        | Transliteração |
| /k/       | ก                                     | k              |
| /kʰ/      | ค                                     | kh             |
| /ŋ/       | ง                                     | ng             |
| /c/       | จ                                     | c              |
| /cʰ/      | ช                                     | ch             |
| /s/       | ซ                                     | s              |
| /ɲ/       | ญ                                     | ny             |
| /d/       | ด                                     | d              |
| /t/       | ต- -ด                                 | t              |
| /tʰ/      | ท                                     | th             |
| /n/       | น                                     | n              |
| /b/       | บ                                     | b              |
| /p/       | ป- (no início de palavra) -บ (no fim) | p              |
| /pʰ/      | พ                                     | ph             |
| /f/       | ฟ                                     | f              |
| /m/       | ม                                     | m              |
| /j/       | ย                                     | y              |
| /r/       | ร                                     | r              |
| /l/       | ล                                     | l              |
| /w/       | ว                                     | w              |
| /ʔ/       | อ- -∅                                 | '              |
| /h/       | ฮ                                     | h              |

| Pronúncia | Diacrítico Tai | Transliteração |
| /a/       | อะ อั           | a              |
| /a:/      | อา             | ā              |
| /i/       | อิ              | i              |
| /i:/      | อี              | ī              |
| /ɪ/       | อฺิ              | œ̆              |
| /ɪ:/      | อฺี              | œ              |
| /ɯ/       | อึ              | ue             |
| /ɯ:/      | อื              | ue             |
| /ɤ/       | อฺึ              | eu             |
| /ɤ:/      | อฺือ             | eu             |
| /u/       | อุ              | u              |
| /u:/      | อู              | ū              |
| /ʊ/       | อุํ              | u              |
| /ʊ:/      | อูํ              | ū              |
| /e/       | เอะ เอ็         | e              |
| /e:/      | เอ             | ē              |
| /ɛ/       | แอะ แอ็         | ê              |
| /ɛ:/      | แอ             | ê              |
| /o/       | โอะ ∅          | o              |
| /o:/      | โอ             | ō              |
| /ɔ/       | เอาะ อ็อ        | ô              |
| /ɔ:/      | ออ             | ô              |
| /ɒ/       | เอฺอะ อ็อฺ        | â              |
| /ɒ:/      | ออฺ             | â              |
| /ə/       | เออะ เอิอ็       | eu             |
| /ə:/      | เออ เอิ         | eu             |
| /ʌ/       | เอฺอะ เอฺิอ็       | ă              |
| /ʌ:/      | เอฺอ เอฺิ         | ă              |

" ฺ " (Virama - pinthu) ou " ํ " são usados para alterar a pronúncia das vogais, semelhantemente ao sinal de pontuação  bântăk  (uma pequena linha vertical na consoante final de uma sílaba) da escrita Khmer.